# Ngày không mặc quần dài đi tàu điện ngầm

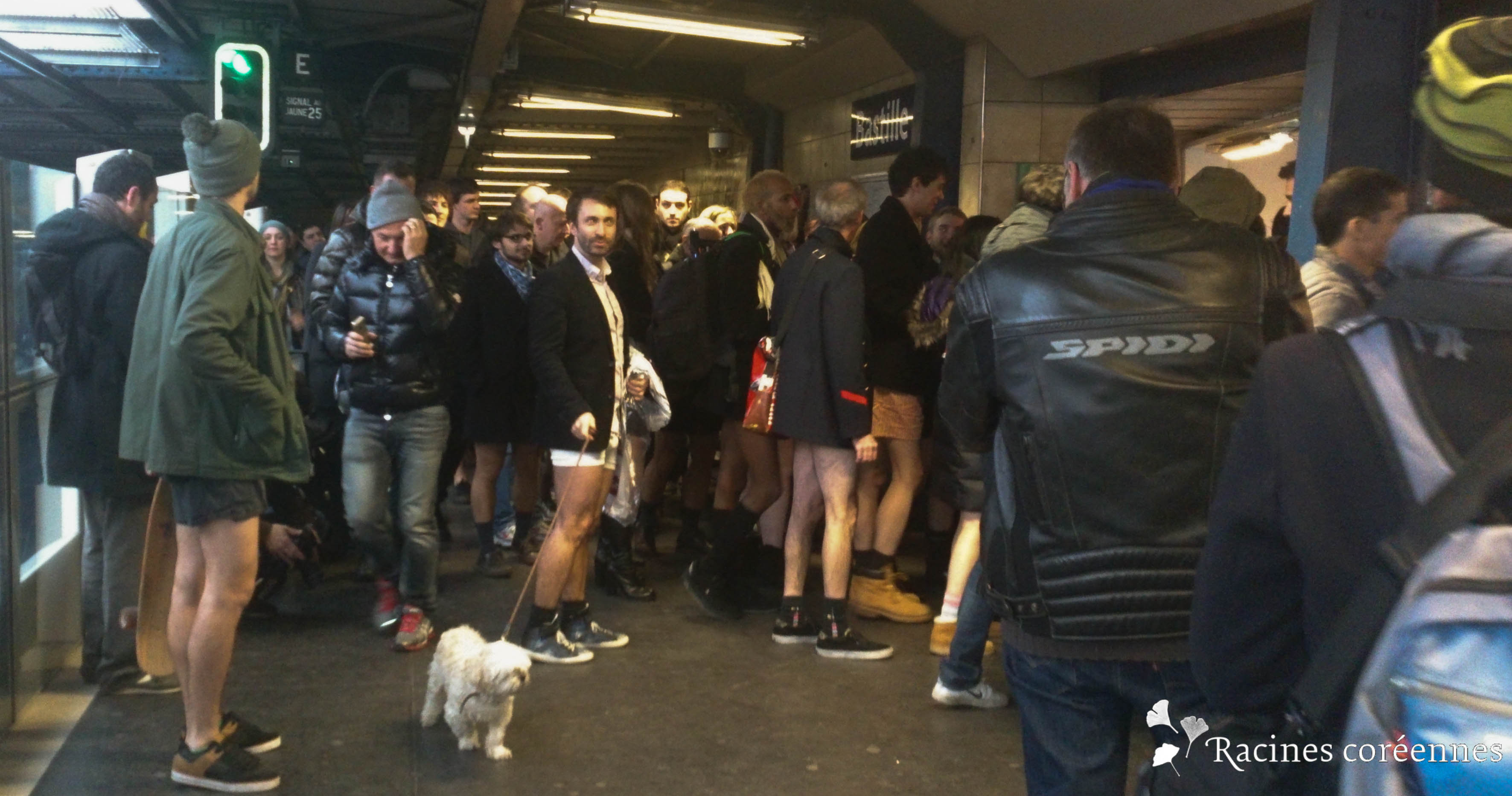
Ngày không mặc quần dài đi tàu điện ngầm ở Paris, 2014

Ngày không mặc quần dài, tiếng Anh: No Pants Subway Ride là một ngày kêu gọi mọi người không mặc quần dài đi tàu điện ngầm. Ngày này được tổ chức hàng năm vào ngày 12 tháng 1.

## Lịch sử
Ngày không mặc quần dài lần đầu tiên được tổ chức vào năm 2002 tại New York, Hoa Kỳ do hội Improv Everywhere gồm 7 thanh niên nổi tiếng ở đây khởi xướng. Mục đích của ngày này là nhằm tạo không khí vui nhộn, khác lạ ở nơi công cộng.

## Phổ biến
Kể từ khi thành lập đến nay, "No Pants Subway Ride" đã trở thành một sự kiện thường niên trên thế giới, được đông đảo người dân, đặc biệt là giới trẻ đón nhận.